# Ludwik Hirszfeld
Pour les articles homonymes, voir Hirschfeld.
 (septembre 2018).
Ludwik Hirszfeld (Varsovie, 5 août 1884 - Wrocław, 7 mars 1954). Microbiologiste et sérologiste polonais que l'on considère comme un des codécouvreurs du système ABO. Il a créé un laboratoire de recherche médicale à l'Institut d'État d'Hygiène en Pologne peu de temps après la Première Guerre mondiale. En 1946, il a publié son autobiographie, Histoire d'une vie.

## Biographie
Après avoir terminé ses études au lycée de Łódź, Hirszfeld, né dans une famille juive et converti plus tard au catholicisme, décida d'étudier la médecine en Allemagne. En 1902 il entra à l'université de Wurtzbourg et en 1904 à celle de Berlin, où il suivit des cours en médecine et en philosophie. Sa thèse de doctorat, Über Blutagglutination (1907), était le premier pas vers ce qui devait devenir sa spécialité. Il commença par devenir assistant à l'Institut de Heidelberg pour la recherche expérimentale sur le cancer, sous la direction de E. von Dungern dont il devint un grand ami, ce qui devait scientifiquement porter des fruits. À Heidelberg ils réalisèrent leur premier travail commun sur les groupes sanguins chez l'animal et chez l'homme qui, en 1900, avaient été identifiés comme isoagglutinines par Karl Landsteiner.
Ayant trouvé peu à peu que les conditions de travail à Heidelberg étaient trop limitées et s'étant familiarisé complètement avec le domaine de l'hygiène et de la microbiologie, il accepta en 1911 un poste d'assistant à l'Institut d'hygiène de l'université de Zurich, juste après son mariage. Sa femme, elle aussi médecin, devint assistante à la clinique pédiatrique de Zurich sous la direction d'Emil Feer.
En 1914 Hirszfeld devint lecteur académique sur la base de son travail L'Anaphylaxie et l'anaphylatoxine et leurs rapports avec la coagulation ; il fut nommé également « Privatdozent ». Quand éclata la Première Guerre mondiale la Serbie fut ravagée par des épidémies de typhus et de dysenterie bacillaire. En 1915 Hirszfeld demanda à y travailler et resta avec l'armée serbe jusqu'à la fin de la guerre, exerçant les fonctions de conseiller en sérologie et bactériologie. C'est à cette époque qu'à l'hôpital pour maladies contagieuses de Salonique il découvrit le bacille Salmonella paratyphi C, aujourd'hui nommé Salmonella hirszfeldi.
Après la fin de la guerre Hirszfeld et sa femme revinrent à Varsovie, où il créa un institut sérologique polonais sur le modèle de l'Institut Ehrlich pour la thérapie expérimentale à Francfort. Il devint bientôt directeur adjoint chargé des recherches scientifiques à l'Institut d'hygiène de Varsovie et, en 1924, y fut nommé professeur. En 1931 il fut appelé comme professeur titulaire à l'université de Varsovie et participa à de nombreux comités internationaux. Selon Joanna Kielbasińska-Belin, nièce de Hanna Hirszfeld, il n'est pas vrai que son passage au catholicisme ait été dicté par le désir d’obtenir un poste à l’Institut d’hygiène. Sa conversion n’y avait pas le moindre rapport. Hirszfeld a reçu le baptême quand, après la résurrection de la Pologne, il a décidé d’y retourner. Il était un grand patriote polonais, il aimait sa patrie et, passionnément attaché à sa culture, il considérait que le catholicisme en était inséparable - et c'était pour lui, pense-t-elle, une raison décisive. Un homme, se demande-t-elle, n'a-t-il pas le droit de choisir entre les trésors spirituels du monde qui l’entoure ce qui lui correspond ?
Après l'occupation de la Pologne par l'armée allemande Hirszfeld fut démis de ses fonctions à l'Institut d'hygiène comme « non-aryen » ; des protections lui permirent de continuer son travail scientifique chez lui jusqu'en février 1941, mais il lui était pratiquement impossible de publier.
Le 20 février 1941 Hirszfeld fut forcé de s'installer dans le ghetto de Varsovie avec sa femme et sa fille. Il y organisa des mesures antiépidémiques et des campagnes de vaccination contre le typhus et la typhoïde, en même temps qu'il donnait des cours de médecine en secret. En 1943 avec sa famille il réussit à s'enfuir du ghetto et ils parvinrent à survivre cachés sous de faux noms et changeant de cachette sans arrêt ; la même année sa fille mourut de la tuberculose.
Quand une partie de la Pologne fut libérée en 1944, Hirszfeld participa immédiatement à la création de l'Université de Lublin dont il devint le prorecteur. En 1945 il devint directeur de l'Institut de microbiologie médicale à Wrocław et doyen de la faculté de médecine. Jusqu'à sa mort il enseigna à l'Institut, aujourd'hui affilié à l'Académie polonaise des sciences et qui a pris son nom.
Hirszfeld a reçu de nombreux honneurs, y compris des doctorats honoraires des universités de Prague (1950) et de Zurich (1951). Il a écrit presque 400 travaux en allemand, en français, en anglais et en polonais, un grand nombre en collaboration avec d'autres chercheurs célèbres et beaucoup avec sa femme.
C'est à Hirszfeld et von Dungern qu'on doit les appellations A, B, AB et O pour les groupes sanguins ; auparavant on parlait des groupes I, II, III et IV. Il a proposé les désignations l'A et B en raison des agglutinines. En 1910-1911 il a découvert l'hérédité des groupes sanguins, découverte qui a permis d'établir l'exclusion de paternité par la sérologie. Pendant la Première Guerre mondiale il écrivit avec sa femme des travaux sur la séro-anthropologie, à l'origine des conclusions fondamentales sur la composition des races humaines présentes et passées. Selon sa théorie des groupes sanguins dite des Pléiades, les autres groupes se sont probablement développés au cours de l'évolution à partir du groupe O, le plus archaïque.
Hirszfeld a été le premier à prévoir entre la mère et l'enfant le conflit sérologique qu'a confirmé la découverte du facteur Rhésus. Sur cette base il a développé, dans les dernières années de sa vie, une théorie « allergique » des avortements et a recommandé la thérapie par les antihistaminiques. Hirszfeld a aussi enquêté sur les tumeurs et la sérologie de la tuberculose. Sa découverte de l'agent infectieux de la fièvre paratyphoïde C a eu des conséquences importantes pour le diagnostic différentiel.
En 1914, en collaboration avec R. Klinger, Hirszfeld a développé un test de réaction sérodiagnostique pour la syphilis, qui n'a pourtant pas remplacé le test de Wasserman datant de 1906. Ses études sur le goitre, endémique dans certaines régions suisses, ont entraîné un très vif débat avec E. Bircher sur la théorie - largement confirmée aujourd'hui - que ces goitres endémiques sont provoqués par le manque d'iode dans l'eau et l'alimentation, contrairement à la théorie hydrotellurique.